# ماريو ويست
ماريو ويست (بالإنجليزية: Mario West)‏ مواليد 19 يونيو 1984 في هنتسفيل، هو لاعب كرة سلة أمريكي معتزل بدأ مسيرته الاحترافية في سنة 2007. يبلغ طوله 6 قدم 5 بوصة (2.0 م). اعتزل اللعب في 2015.

## فرق لعب لها
- أتلانتا هوكس
- بروكلين نتس

## إحصائيات المسيرة

### الموسم الاعتيادي
| السنة   | الفريق       | لعب | بدأ | دقيقة | ميداني% | ثلاثية | حرة  | ارتداد | صنع | استلاب | تصدي | نقطة |
| ------- | ------------ | --- | --- | ----- | ------- | ------ | ---- | ------ | --- | ------ | ---- | ---- |
| 2007–08 | أتلانتا هوكس | 64  | 2   | 4.2   | .429    | .000   | .654 | .8     | .2  | .2     | .1   | .9   |
| 2008–09 | أتلانتا هوكس | 53  | 3   | 5.1   | .412    | 1.000  | .467 | 1.1    | .4  | .3     | .1   | .8   |
| 2009–10 | أتلانتا هوكس | 39  | 1   | 3.6   | .571    | .000   | .600 | .7     | .2  | .2     | .0   | .8   |
| 2010–11 | بروكلين نتس  | 6   | 3   | 19.3  | .429    | .250   | .600 | 1.8    | 1.7 | 1.2    | .0   | 3.7  |
| المسيرة | المسيرة      | 162 | 9   | 4.9   | .448    | .200   | .563 | .9     | .3  | .3     | .0   | 1.0  |

### التصفيات
| السنة   | الفريق       | لعب | بدأ | دقيقة | ميداني% | ثلاثية | حرة  | ارتداد | صنع | استلاب | تصدي | نقطة |
| ------- | ------------ | --- | --- | ----- | ------- | ------ | ---- | ------ | --- | ------ | ---- | ---- |
| 2008    | أتلانتا هوكس | 6   | 0   | 1.0   | .333    | .000   | .000 | .3     | .0  | .0     | .0   | .3   |
| 2009    | أتلانتا هوكس | 11  | 0   | 4.2   | .200    | .000   | .250 | .5     | .2  | .2     | .0   | .5   |
| 2010    | أتلانتا هوكس | 7   | 0   | 2.9   | .750    | .000   | .000 | .3     | .1  | .1     | .0   | .9   |
| المسيرة | المسيرة      | 24  | 0   | 3.0   | .353    | .000   | .200 | .4     | .1  | .1     | .0   | .5   |

## روابط خارجية
- ماريو ويست على موقع إن بي أي (الإنجليزية)
- ماريو ويست على موقع سبورتس رفرنس (الإنجليزية)
- ماريو ويست على موقع كرة السلة الأوروبية.كوم (الإنجليزية)
- ماريو ويست على موقع كلية كرة السلة في سبورتس رفرنس.كوم (الإنجليزية)
- ماريو ويست على موقع ريلجم (الإنجليزية)
- ماريو ويست على موقع بروبوليرز (الإنجليزية)
- ماريو ويست على موقع سبورتس رفرنس (الإنجليزية)